# Polly Rowles
Mary Elizabeth Rowles, detta Polly (Filadelfia, 10 gennaio 1914 – Concord, 7 ottobre 2001), è stata un'attrice statunitense, attiva in campo teatrale, televisivo e cinematografico.

## Biografia
Molto attiva in campo teatrale, fece il suo debutto a Broadway nel 1937 nell'allestimento di Giulio Cesare diretto da Orson Welles, a cui seguirono Riccardo III (1949) e Come Back, Little Sheba (1950). Nel corso della sua carriera recitò in una ventina di allestimenti a Broadway nell'arco di cinque decenni, ma viene ricordata soprattutto per aver interpretato Vera Charles accanto alla Mame Dennis di Rosalind Russell nella commedia di Broadway Zia Mame. Nel corso della sua carriera ha recitato anche in alcuni musical, tra cui la prima di Broadway di No Strings (1962) e A Little Night Music a Pittsburgh nel (1975).
Ha avuto una figlia, Constance Heath.

## Filmografia parziale

### Cinema
- Ali nella bufera (Wings over Honolulu), regia di H. C. Potter (1937)
- Modella di lusso (Vogues of 1938), regia di Irving Cummings (1937)
- Springtime in the Rockies, regia di Joseph Kane (1937)
- Il gruppo (The Group), regia di Sidney Lumet (1966)
- Power - Potere (Power), regia di Sidney Lumet (1986)
- Sweet Liberty - La dolce indipendenza (Sweet Liberty), regia di Alan Alda (1986)

### Televisione
- Pulitzer Prize Playhouse – serie TV, 3 episodi (1951-1952)
- The Philco Television Playhouse – serie TV, 2 episodi (1951-1952)
- Robert Montgomery Presents – serie TV, 2 episodi (1951-1955)
- Kraft Television Theatre – serie TV, 5 episodi (1951-1956)
- The Doctor – serie TV, episodio 1x15 (1952)
- Studio One – serie TV, 2 episodi (1954-1956)
- Alfred Hitchcock presenta (Alfred Hitchcock Presents) – serie TV, 1 episodio (1956)
- The Alcoa Hour – serie TV, 2 episodi (1956)
- Armstrong Circle Theatre – serie TV, 1 episodio (1958)
- Omnibus – serie TV, 1 episodio (1959)
- Playhouse 90 – serie TV, 1 episodio (1959)
- The United States Steel Hour – serie TV, 3 episodi (1959-1961)
- Play of the Week – serie TV, 1 episodio (1960)
- La città in controluce (Naked City) – serie TV, 1 episodio (1961)
- La parola alla difesa (The Defenders) – serie TV, 24 episodi (1961-1962)
- Il reporter (The Reporter) – serie TV, episodio 1x01 (1964)
- The Nurses – serie TV, 5 episodi (1964-1965)